# 1095 a tudományban
Az 1095. év a tudományban és a technikában.

## Halálozások
- Shen Kuo polihisztor (* 1031)